# آرشام قهرمانیان
آرشام قهرمانیان (به ارمنی: Արշամ Ղահրամանյան) آهنگساز و صدابردار فیلم و متخصص میکساژ، افکت، و سینکرون فیلم ارمنی‌تبار اهل ایران است که در سال‌های اواسط دهه ۱۹۶۰ و اواخر دهه ۱۹۷۰ میلادی (اواسط دهه ۱۳۴۰ و اواخر دهه ۱۳۵۰ خورشیدی) مشغول به فعالیت بود.

## آهنگساز
- تلافی (۱۳۵۶)
- سرباز (۱۳۵۶)
- نان و نمک (۱۳۵۶)
- جایزه (۱۳۵۵)
- رابطه جوانی (۱۳۵۵)
- سه رفیق (۱۳۵۵)
- والده آقا مصطفی (۱۳۵۵)
- پلنگ در شب (۱۳۵۴)
- جنجال (۱۳۵۴)
- دفاع از ناموس (۱۳۵۴)
- سارق (۱۳۵۴)
- عبور از مرز زندگی (۱۳۵۴)
- غلام زنگی (۱۳۵۴)
- بنده خدا (۱۳۵۳)
- دختران بلا، مردان ناقلا (۱۳۵۳)
- گلنسا در پاریس (۱۳۵۳)
- مراد برقی و هفت دخترون (۱۳۵۳)
- نبرد عقاب‌ها (۱۳۵۳)
- باجناغ (۱۳۵۲)
- آخرین نبرد (۱۳۵۱)
- رضا هفت خط (۱۳۵۱)
- بدنام (۱۳۵۰)

| - آتش جنوب (۱۳۵۵) - دختر نگو، بلا بگو (۱۳۵۴) - عمو فوتبالی (۱۳۵۴) - هوس (۱۳۵۴) - صلات ظهر (۱۳۵۳) - تعقیب تا جهنم (۱۳۵۲) - شرور (۱۳۵۲) - میعادگاه خشم (۱۳۵۰) | - بابا گلی به جمالت (۱۳۵۵) - بنده خدا (۱۳۵۳) - جوجه فکلی (۱۳۵۳) |

| - قفس (۱۳۵۳) - هرجایی (۱۳۵۳) - آقا مهدی کله‌پز (۱۳۵۲) - شرور (۱۳۵۲) - کاکا سیاه (۱۳۵۲) - ناخدا (۱۳۵۲) - همیشه قهرمان (۱۳۵۱) | - ابرمرد (۱۳۵۳) |

## میکس
- باغ بلور (۱۳۵۷)
- تلافی (۱۳۵۶)
- سرباز (۱۳۵۶)
- نان و نمک (۱۳۵۶)
- آتش جنوب (۱۳۵۵)
- بابا گلی به جمالت (۱۳۵۵)
- جایزه (۱۳۵۵)
- سه رفیق (۱۳۵۵)
- والده آقا مصطفی (۱۳۵۵)
- پلنگ در شب (۱۳۵۴)
- تیرانداز (۱۳۵۴)
- جنجال (۱۳۵۴)
- دفاع از ناموس (۱۳۵۴)
- سارق (۱۳۵۴)
- عبور از مرز زندگی (۱۳۵۴)
- غلام زنگی (۱۳۵۴)
- ابرمرد (۱۳۵۳)
- بنده خدا (۱۳۵۳)
- جوجه فکلی (۱۳۵۳)
- صلات ظهر (۱۳۵۳)
- گلنسا در پاریس (۱۳۵۳)
- مراد برقی و هفت دخترون (۱۳۵۳)
- هرجایی (۱۳۵۳)
- آقا مهدی کله‌پز (۱۳۵۲)
- تعقیب تا جهنم (۱۳۵۲)
- تنها و گل‌ها (۱۳۵۲)
- دشمن (۱۳۵۲)
- شرور (۱۳۵۲)
- صمد به مدرسه می‌رود (۱۳۵۲)
- قیامت عشق (۱۳۵۲)
- کاکا سیاه (۱۳۵۲)
- ناخدا (۱۳۵۲)
- نعمت نفتی (۱۳۵۲)
- تنها مرد محله (۱۳۵۱)
- رضا هفت خط (۱۳۵۱)
- ساحره (۱۳۵۱)
- مرد (۱۳۵۱)
- مرد اجاره‌ای (۱۳۵۱)
- بدنام (۱۳۵۰)
- کشتی نوح (۱۳۴۷)
- گردباد زندگی (۱۳۴۷)
- شارلاتان (۱۳۴۵)

## افکت
- دختران بلا، مردان ناقلا (۱۳۵۳)
- تنها و گل‌ها (۱۳۵۲)
- تنها مرد محله (۱۳۵۱)
- رضا هفت خط (۱۳۵۱)
- همیشه قهرمان (۱۳۵۱)
- کشتی نوح (۱۳۴۷)
- غم‌ها و شادی‌ها (۱۳۴۶)
- امیرارسلان نامدار (۱۳۴۵)

## سینکرون
- غم‌ها و شادی‌ها (۱۳۴۶)

## امور فنی
- یک چمدان سکس (۱۳۵۰)